# 艾伯特 (科罗拉多州)
艾伯特（英語：Elbert）是美国科羅拉多州艾伯特縣的一个普查规定居民点（CDP）和一个美國郵政署投递点，邮政编码为80106，在2010年人口普查中人口为230人。